# Région métropolitaine d'Allemagne centrale

La carte des onze régions métropolitaines d'Allemagne. La région d'Allemagne centrale sont les sept points séparés coloriés en mauve foncé au centre-est de l'Allemagne.

La région métropolitaine d'Allemagne centrale (Metropolregion Mitteldeutschland) est l'une des onze régions métropolitaines d'Allemagne. Située en Allemagne centrale, elle compte les villes de Leipzig, Chemnitz et Zwickau en Saxe, les villes d'Halle-sur-Saale et Dessau-Roßlau en Saxe-Anhalt ainsi que Iéna et Gera en Thuringe. 
Par rapport aux autres régions métropolitaines allemandes, la région d'Allemagne centrale a la particularité de ne compter aucun arrondissement rural mais seulement des centres urbains qui coopèrent les uns avec les autres. Ce n'est donc pas une aire urbaine puisque la campagne entre les métropoles n'est pas incluse. Une coopération plus étroite avec les zones rurales dans un rayon de 100 km autour de Leipzig et de Halle est néanmoins en cours depuis 2014.

## Superficie et population
| Centre urbain   | km2      | hab. (01/2016) | hab./km2 |
| --------------- | -------- | -------------- | -------- |
| Chemnitz        | 221,05   | 248 645        | 1 125    |
| Dessau-Roßlau   | 244,74   | 82 919         | 339      |
| Gera            | 152,19   | 96 011         | 631      |
| Halle-sur-Saale | 135,02   | 236 991        | 1 755    |
| Iéna            | 114,76   | 109 527        | 954      |
| Leipzig         | 297,80   | 560 472        | 1 882    |
| Zwenkau         | 46,3     | 8 908          | 192      |
| Total           | 1 211,86 | 1 343 473      | 1 109    |